# Metrodora
Metrodora (c. 200-400) fue una médica griega autora del texto médico más antiguo conocido escrito por una mujer, sobre las enfermedades y cuidados de las mujeres. Su tratado médico cubre muchas áreas de la medicina como la ginecología, aunque no la obstetricia, y fue ampliamente referenciado por otros escritores de medicina en la antigua Grecia y Roma y también fue traducido y publicado en la Europa medieval. No se sabe nada de la identidad de Metrodora más allá de su nombre.

## Obra
Se conservan dos volúmenes de su obra llamada Sobre las enfermedades y los cuidados de las mujeres, que contiene 63 capítulos. El enfoque de Metrodora fue muy influenciado por la obra de Hipócrates y el corpus hipocrático; por ejemplo, compartía las teorías de Hipócrates relativas a la histeria. Fue decisiva sobre temas controvertidos que involucran la sintomatología y la etiología y aportó sus contribuciones al adelanto del conocimiento médico.

## Impacto
Las primeras traducciones latinas de Sobre las enfermedades y los cuidados de las mujeres aparecieron entre los siglos III y V. El manuscrito conocido más antiguo de Metrodora se encuentra en Florencia.  Su trabajo fue referenciado por otros escritores y también fue publicado en extractos. Los textos académicos de la antigua Grecia y Roma eran la base de la investigación occidental durante la Edad Media en Europa, y su obra también se distribuyó durante este período, aunque erróneamente se atribuyó a Cleopatra VII de Egipto. Fue publicada por Caspar Wolf en 1566 y por Israel Spach en 1597.
Metrodora experimentó mucho con la práctica clínica y su obra muestra una familiaridad con la fisiología detallada, ya sea con el examen realizado digitalmente (es decir, solo con la mano) como con el uso de un speculum. Hizo contribuciones mediante la formulación de clasificaciones de las pérdidas vaginales, y propuso teorías sobre la etiología, como la posibilidad de que las infecciones parasitarias rectales fueran la causa de las pérdidas vaginales. Su trabajo fue incluido en la primera enciclopedia que utilizaba entradas por orden alfabético para facilitar la consulta, aunque solo hay un manuscrito incompleto que acaba con la entrada épsilon.

## The Dinner Partypor Judy Chicago
Metrodora es una de las 999 mujeres incluidas en la instalación The Dinner Party ('La cena'), de la artista Judy Chicago.